# Héctor Calcaño
Héctor Calcagno (25 de enero de 1894-7 de septiembre de 1969, Buenos Aires, Argentina), más conocido como Héctor Calcaño, fue un actor argentino.

## Carrera
Inició su carrera en la década del 10" en la compañía de César Ratti. En 1933 inició su carrera cinematográfica en el segundo filme sonoro de Argentina, Dancing, de Luis José Moglia Barth. Recibió un premio del primer Certamen Hispano Americano de Cine de Madrid como Mejor Actor Secundario por su labor en El retrato. 
Participó en 68 películas, entre ellas Riachuelo, El alma del bandoneón, exitoso film con Libertad Lamarque, Noches de Buenos Aires, El conventillo de la Paloma, obra literaria que fue llevada al teatro y al cine en varias oportunidades, La morocha, donde personificó a un jugador millonario al lado de Tita Merello, entre otras. Durante el principio de su carrera compuso personajes villanos, luego humorísticos, bondadosos e ingenuos. También participó en teatro, en obras como Rascacielos y Todos en París conocen, con Gloria Guzmán; y en cine su único papel protagónico fue en El último cow-boy (1954) junto a Augusto Codeca.
Recordado actor de las décadas del 40" y 50", compuso continuadamente en dos películas el rol de tío. Participó en películas de gran taquilla actuando con figuras del espectáculo como Julia Sandoval, Mirtha Legrand, Juan Francisco Verdaguer, Narciso Ibáñez Menta, entre otros. 
En 1968 realiza su última aparición cinematográfica en Y que patatín... y que patatán, de Mario Sabato, que se estrenó en 1971 después de su fallecimiento en 1969. Estuvo casado con la vedette Laura Hernández.

## Filmografía
- Y que patatín...y que patatán (1971)
- Operación San Antonio (1968)
- La señora del Intendente (1967)
- Escándalo en la familia (1967)
- Canuto Cañete, detective privado (1965)
- Extraña ternura (1964)
- El gordo Villanueva (1964)
- La chacota (1963)
- La cigarra no es un bicho (1963)
- Cuando calienta el sol (1963)
- La maestra enamorada (1961)
- La procesión (1960)
- El candidato (1959)
- La hermosa mentira (1958)
- Rosaura a las diez (1958)
- La morocha (1958)
- El sonámbulo que quería dormir (1956)
- La dama del millón (1956)
- Concierto para una lágrima (1955)
- El millonario (1955)
- Canario rojo (1955)
- Mi marido y mi novio (1955)
- El barro humano (1955)
- La cueva de Alí Babá (1954)
- Su seguro servidor (1954)
- Mujeres casadas (1954)
- El último cow-boy (1954)
- La pasión desnuda (1953)
- Fin de mes (1953)
- Payaso (1952)
- Cuidado con las mujeres (1951)
- La mujer del león (1951)
- El pendiente (1951)
- Concierto de bastón (1951)
- Arroz con leche (1950)
- El ladrón canta boleros (1950)
- Fascinación(1949)
- Un hombre solo no vale nada (1949)
- Cita en las estrellas (1949)
- La hostería del caballito blanco (1948)
- El retrato (1947)
- Los hijos del otro (1947)
- La casta Susana (1944)
- La importancia de ser ladrón (1944)
- La calle Corrientes (1943)
- Una novia en apuros (1941)
- La hora de las sorpresas (1941)
- Hay que casar a Ernesto (1941)
- El susto que Pérez se llevó (1940)
- Hay que educar a Niní (1940)
- La luz de un fósforo (1940)
- Campeón por una mujer (1939)
- El sobretodo de Céspedes (1939)
- La intrusa (1939)
- Mi suegra es una fiera (1939)
- El hombre que nació dos veces (1938)
- Adiós Buenos Aires (1938)
- Cadetes de San Martín (1937)
- ¡Goal! (1936)
- El conventillo de la Paloma (1936)
- Compañeros (1936)
- Canillita (1936)
- Picaflor (1935)
- Noches de Buenos Aires (1935)
- El alma del bandoneón (1935)
- Mañana es domingo (1934)
- Riachuelo (1934)
- Dancing (1933)

## Teatro
- José quiere a Marta (1950), de Norman Krasna, con la Compañía Argentina de Comedia encabezada por Felisa Mary, Ricardo Passano y Susana Canales.